# Piopio
Turnagra é um género de aves passeriformes extinta, pertencente à família Corvidae.
O grupo incluia apenas duas espécies de piopio, nativas da Nova Zelândia e desaparecidas no início do século XX, devido essencialmente à introdução de espécies invasoras. 

## Espécies
- Turnagra capensis - vivia na Ilha do Sul (Nova Zelândia)
- Turnagra tanagra - vivia na Ilha do Norte (id.)

- Commons
- Wikispecies